# Tor Fuglset
Tor Fuglset (født 23. april 1951 i Molde, Norge) er en norsk tidligere fodboldspiller (midtbane). Han repræsenterede blandt andet Fredrikstad FK, Lyn og Molde FK.
Fuglset spillede desuden otte kampe og scorede to mål for Norges landshold, som han debuterede for i september 1970 i et opgør mod Sverige.
Fuglset er bror til en anden norsk tidligere landsholdsspiller, Jan Fuglset.